# NIF3L1
NIF3L1‏ (NGG1 interacting factor 3 like 1) هوَ بروتين يُشَفر بواسطة جين NIF3L1 في الإنسان.